# Station Olst
Station Olst is een station tussen Zwolle en Deventer aan Staatslijn A. Het ligt in de plaats Olst. Het station is op 1 oktober 1866 geopend.

## Het gebouw
Net als vrijwel alle stations aan de staatslijnen werd ook in Olst een standaardstation gebouwd. Gezien het lage inwoneraantal kwam hier een gebouw type 5e klasse, het kleinste ontwerp. Het gebouw is in 1899 vergroot. Tijdens de grote saneringsactie van de NS in de jaren zeventig, waarbij complete spoorlijnen werden ontdaan van overtollige bouwwerken, werd ook het stationsgebouw van Olst afgebroken. Het werd in 1975 vervangen door een abri.

## Afbeeldingen

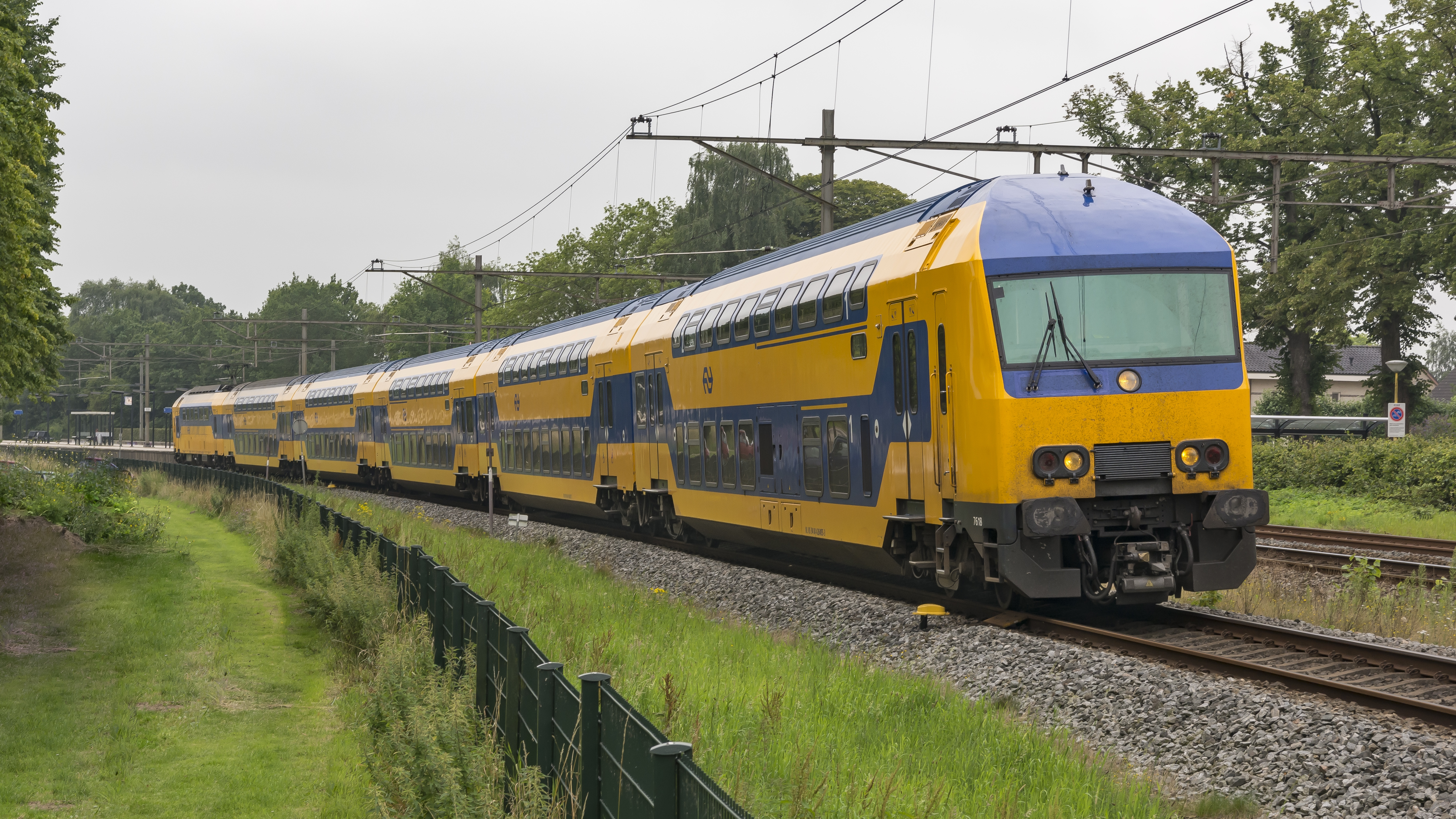
DDZ op het station
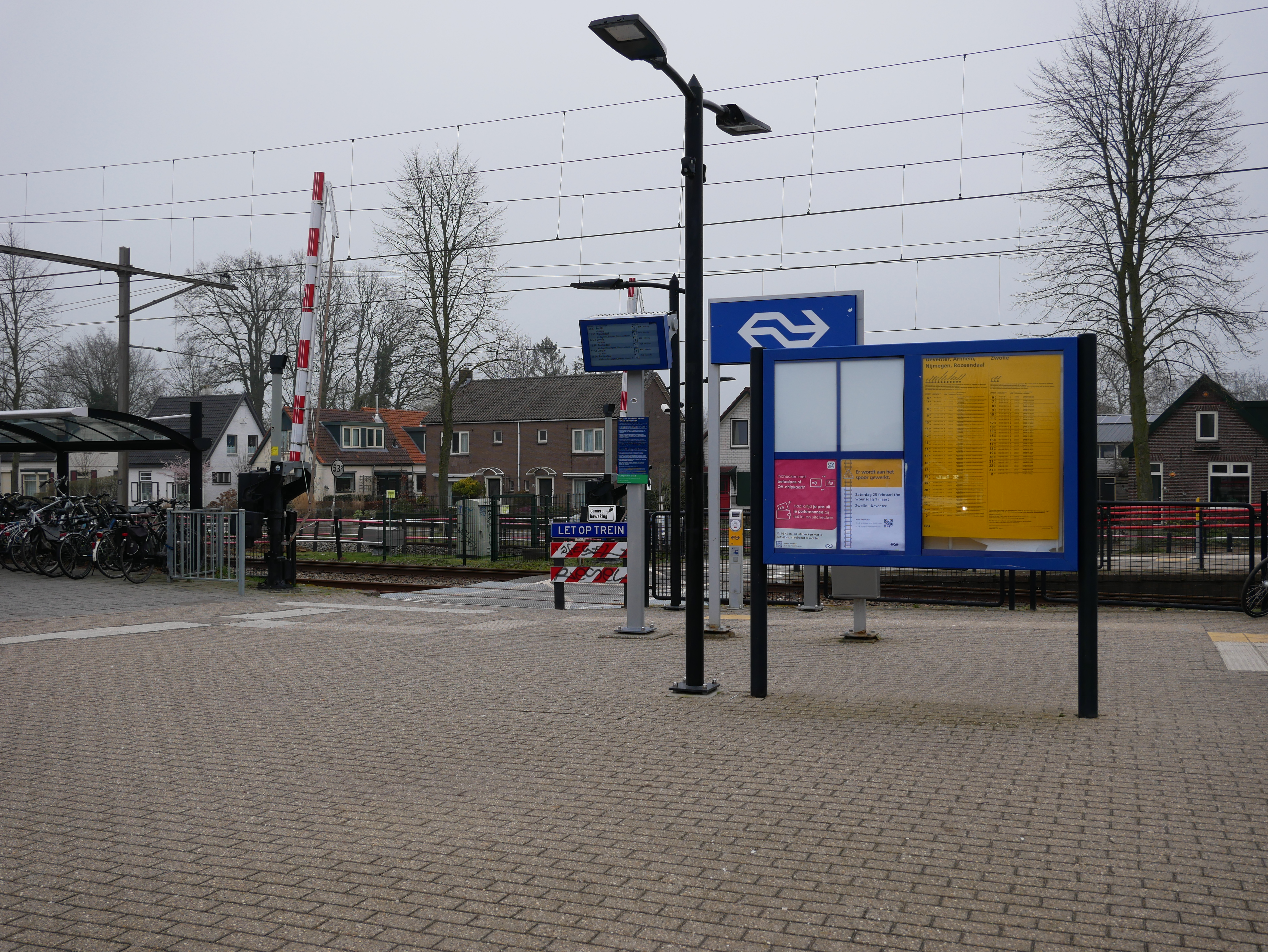
Het station in 2023
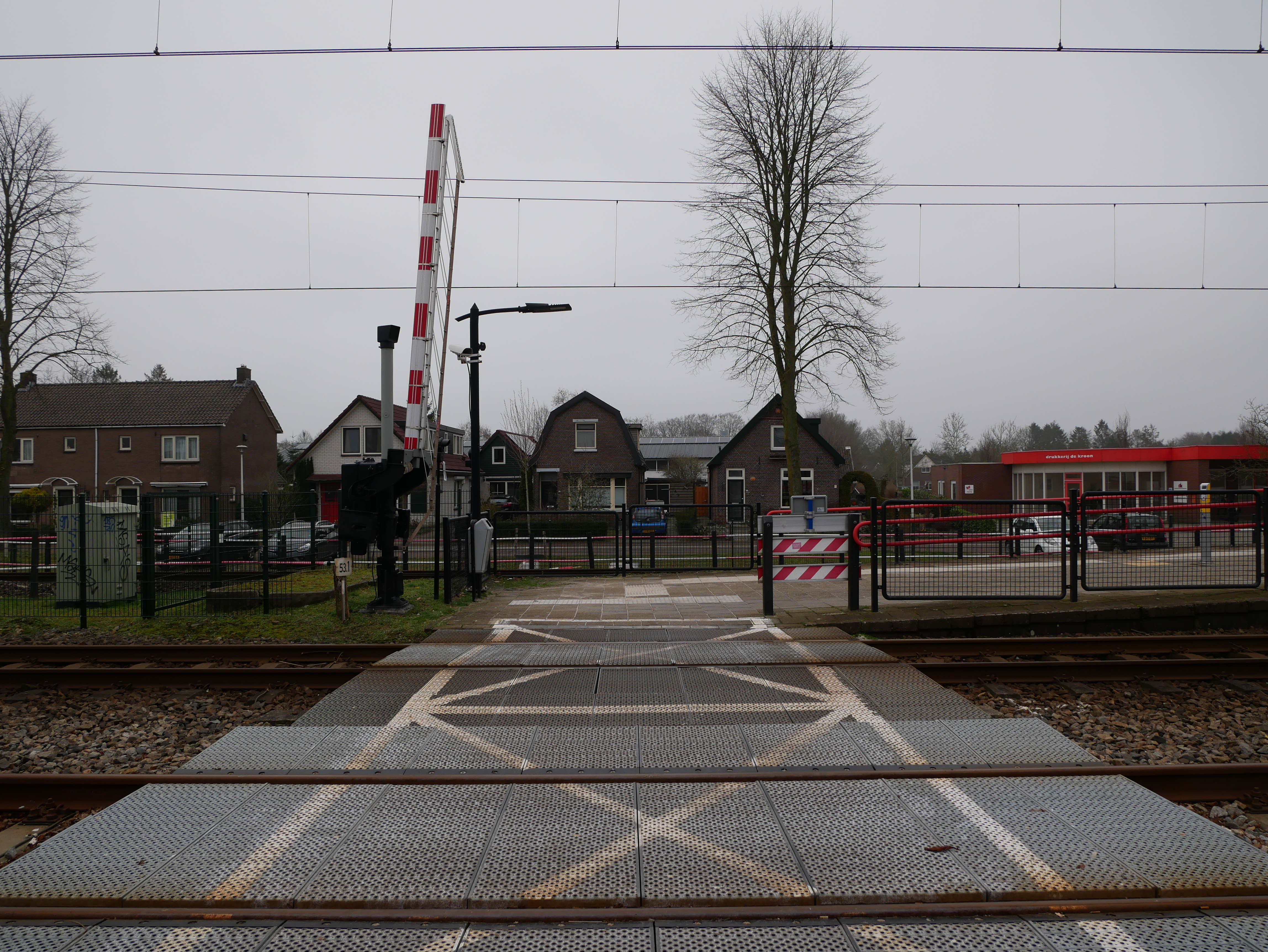
Spoorwegovergang
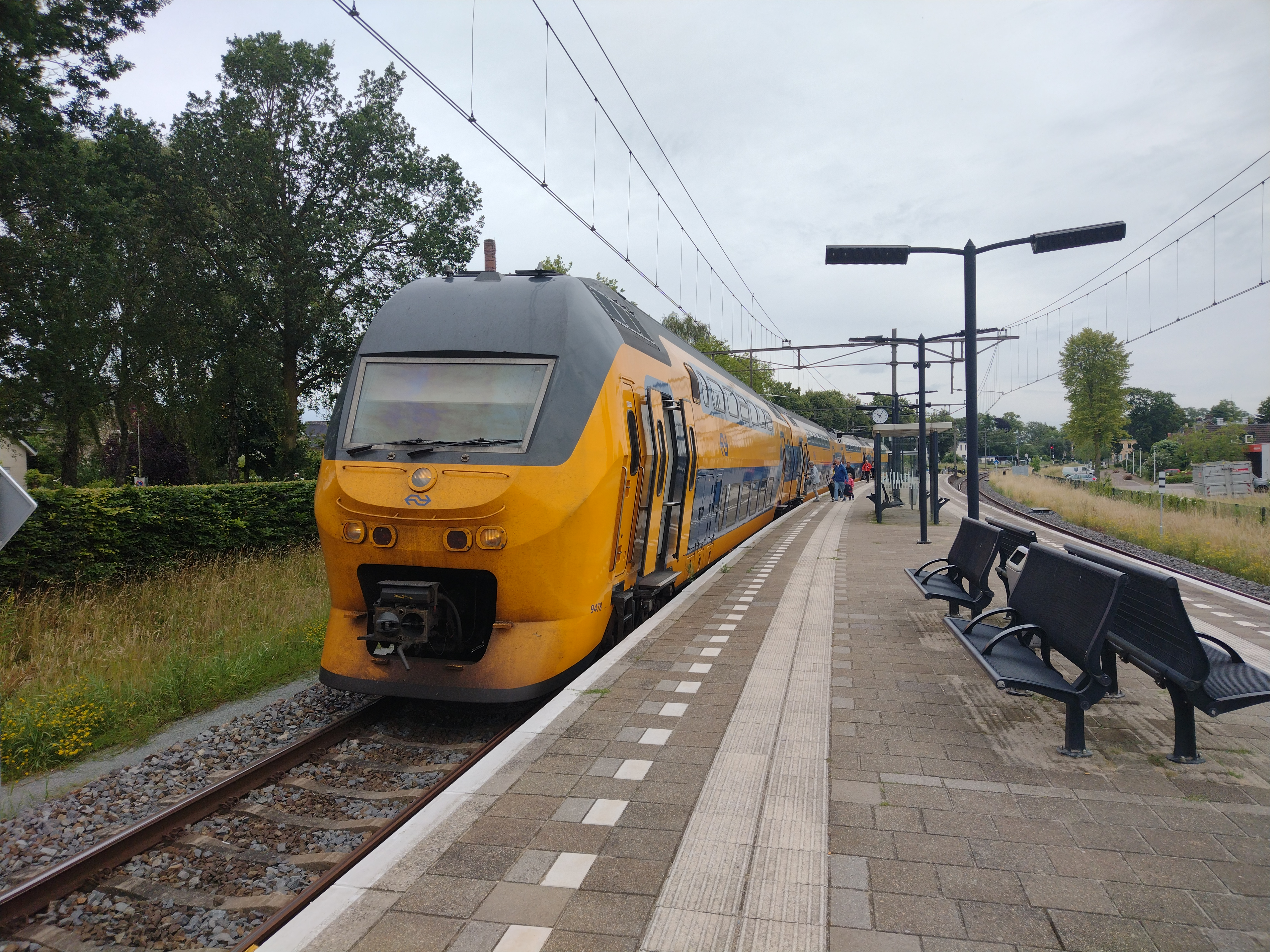
VIRM op het station

## Treinen
| Serie | Treinsoort     | Route | Bijzonderheden |
| ----- | -------------- | --- | -------------- |
| 3600  | Intercity (NS) | Roosendaal – Breda – Tilburg – 's-Hertogenbosch – Nijmegen – Arnhem Centraal – Dieren – Zutphen – Deventer – Olst – Zwolle |                |

De drie laatste Intercity's richting Roosendaal rijden in de late avond niet verder dan Nijmegen. De twee laatsten rijden zelfs niet verder dan Arnhem Centraal.

## Ontwikkeling aantal reizigers
Het aantal door NS vervoerde reizigers (per gemiddelde werkdag) ontwikkelde zich sedert 2019 als volgt:
| Jaar | Aantal reizigers |
| ---- | ---------------- |
| 2019 | 1.364            |
| 2020 | 731              |
| 2021 | 814              |
| 2022 | 1.019            |
| 2023 | 1.108            |
| 2024 | 1.097            |